# Fort Detrick

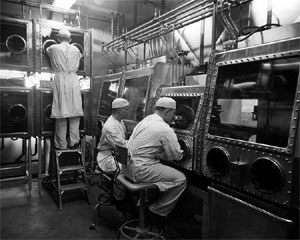
Investigadors treballant a un laboratori del United States Army Biological Warfare Laboratories, Fort Detrick, als anys 40.

Fort Detrick és una important instal·lació militar als Estats Units. Es troba a Frederick al Maryland i es va establir el 1931 . Històricament, fou una base del programa d'armes biològiques americanes fins a l'any 1969. Actualment, és un centre d'investigació biomèdica protegint un laboratori P4, així com la seu general i principal laboratori del USAMRIID. És la principal empresa del Comtat de Frederick.
De 1943 a 1969, Fort Detrick va ser utilitzat per al desenvolupament i proves d'armes biològiques. Més endavant, es va dedicar a investigar substàncies perilloses de cara a la defensa. S'ha argumentat que fins i tot després de 1969 s'hi han produït armes biològiques.